# Taleqan (shahrestan)
Taleqan (persiska: طالقان), eller Shahrestan-e Taleqan (شهرستان طالقان), är en shahrestan, delprovins, i Iran. Den ligger i provinsen Alborz, i den norra delen av landet. Administrativt centrum är staden Taleqan.
Delprovinsen hade 16 815 invånare 2016.